# Carlos Montalbán
Carlos Montalbán (Città del Messico, 5 giugno 1903 – New York, 28 marzo 1991) è stato un attore messicano.

## Biografia
Montalbán era figlio di genitori spagnoli, Jenaro, direttore di un magazzino e Ricarda Merino. Era fratello maggiore del più noto attore Ricardo Montalbán.
Sebbene meno famoso del fratello minore, fu protagonista di El exigente, in una serie di siparietti pubblicitari per la Savarin Coffee negli anni 1960 e 1970 e interpretò due diversi personaggi chiamati Vargas, la prima volta nel film Un provinciale a New York (1970) con Jack Lemmon, e ancora nel film Il dittatore dello stato libero di Bananas (1971) di Woody Allen. Il film statunitense per cui è più ricordato è il drammatico Il colosso d'argilla (1956), dove interpretava la parte del manager di un peso massimo.
Montalbán fu anche un rinomato speaker e annunciatore, famoso come voce ufficiale in lingua spagnola per le sigarette Marlboro.
Montalbán morì nella sua abitazione di Manhattan a New York City, a causa di una malattia cardiovascolare.

## Filmografia parziale

### Attore

#### Cinema
- Carioca (Flying Down to Rio), regia di Thornton Freeland (1933)
- La cruz y la espada, regia di Frank Strayer (1934)
- Messaggio segreto (A Message to Garcia), regia di George Marshall (1936)
- Amanti di domani (When You're in Love), regia di Robert Riskin, Harry Lachman (1937)
- La guerra la gano yo, regia di Francisco Mugica (1939)
- Crowded Paradise, regia di Fred Pressburger, Ben Gradus (1956)
- Il colosso d'argilla (The Harder They Fall), regia di Mark Robson (1956)
- I misteriani (The Mysterians), regia di Ishirō Honda (1957)
- Oltre ogni limite (Flor De Mayo), regia di Roberto Gavaldón (1959)
- Pepe, regia di George Sidney (1960)
- Strani amori (Love Has Many Faces), regia di Alexander Singer (1965)
- Un provinciale a New York (The Out-of-Towners), regia di Arthur Hiller (1970)
- Il dittatore dello stato libero di Bananas (Bananas), regia di Woody Allen (1971)

#### Televisione
- Producers' Showcase - serie TV, 1 episodio (1955)
- Robert Montgomery Presents, serie TV, 5ª stagione, un episodio: Wages of Fear; 6ª stagione, 2 episodi: Rosie e The Fourth of July
- Studio One, serie TV, nona stagione, un episodio: Guitar
- Hawk l'indiano (Hawk) – serie TV, episodio 1x10 (1966)
- Coronet Blue, serie TV, un episodio: Man Running
- Playhouse 90, serie TV, terza stagione, un episodio: The Time of Your Life
- La città in controluce, serie TV, prima stagione, un episodio: Baker's Dozen
- F.B.I., serie TV, prima stagione, un episodio: The Exiles; seconda stagione, un episodio: The Extortionist

### Doppiatore
- The March of Time - Narratore